# Kantonale Volksabstimmung «Verpflichtungskredit an die Restaurierungsarbeiten im Kloster Einsiedeln»
Die Kantonale Volksabstimmung «Verpflichtungskredit an die Restaurierungsarbeiten im Kloster Einsiedeln» (vollständiger offizieller Titel: «Verpflichtungskredit von Fr. 8 000 000.- an die Restaurierungsarbeiten 2013-2022 im Kloster Einsiedeln») war eine Volksabstimmung im Schweizer Kanton Schwyz, die am 23. September 2012 stattfand. Inhalt der Abstimmung war die Bewilligung eines Verpflichtungskredits zur Kostenbeteiligung an den Restaurierungsarbeiten am Kloster Einsiedeln.

## Hintergründe und Inhalt
Bereits im Jahr 2001 wurde ein Kredit über 8 Millionen zur Mitfinanzierung der Restaurierungsarbeiten am Kloster Einsiedeln vom Kanton in einer Volksabstimmungen angenommen. Diese Gelder wurden bis Ende 2012 aufgebraucht. Für die weiteren Restaurierungsarbeiten bis zum Jahr 2022 wurden 2012 Kosten in Höhe von weiteren 63,5 Millionen Franken berechnet. Von diesem Betrag wurden 32 Millionen Franken für Arbeiten für aus «kunsthistorischer Sicht werterhaltende Restaurierungsmassnahmen» anerkannt. Bei Denkmälern mit nationaler Bedeutung werden üblicherweise 25 % dieser Kosten vom Kanton übernommen. Dies ergibt erneut 8 Millionen, welche laut Schwyzer Kantonsverfassung als Finanzreferendum einem obligatorischen Referendum unterliegt.
| Kostenpunkt                                                                | Gesamtkosten | Subventions- berechtigter Betrag | Kantonsbeitrag (25 %) |
| -------------------------------------------------------------------------- | ------------ | -------------------------------- | --------------------- |
| Klosterplatz                                                               | 10'400'000.- | 10'400'000.-                     | 2'600.000.-           |
| Fassaden und Dächer                                                        | 5'600'000.-  | 5'600'000.-                      | 1'400'000.-           |
| Ökonomiebauten, Umgebungsarbeiten, historische Innenräume                  | 32'900'000.- | 16'000'000.-                     | 4'000'000.-           |
| Technische Einrichtungen, Nutzräume (z. B. Küche), Turnhallen, Sportplätze | 14'600'000.- | 0.-                              | 0.-                   |
| Total (4)                                                                  | 63'500'000.- | 32'000'000.-                     | 8'000'000.-           |

## Abstimmungsergebnis
Die Initiative wurde von allen Schwyzern Bezirken angenommen. Im betroffenen Bezirk Einsiedeln war die Annahme mit 73,65 % am höchsten. Im kantonalen Durchschnitt erreichte die Abstimmungen bei einer Stimmbeteiligung von 45,5 % einen Ja-Stimmen-Anteil von 60,9 %.
| Amt        | Stimmbeteiligung | Ja (Anzahl) | Nein (Anzahl) | Ja (Prozent) | Nein (Prozent) |
| ---------- | ---------------- | ----------- | ------------- | ------------ | -------------- |
| Einsiedeln | 48,1 %           | 3575        | 1279          | 73,65 %      | 26,35 %        |
| Gersau     | 48,3 %           | 406         | 301           | 57,43 %      | 42,57 %        |
| Höfe       | 46,6 %           | 5104        | 3030          | 62,75 %      | 37,25 %        |
| Küssnacht  | 46,7 %           | 2460        | 1266          | 66,02 %      | 33,98 %        |
| March      | 40,7 %           | 6003        | 4393          | 57,74 %      | 42,26 %        |
| Schwyz     | 47,3 %           | 9627        | 7175          | 57,30 %      | 42,70 %        |
| Total (6)  | 45,5 %           | 27175       | 17444         | 60,90 %      | 39,10 %        |

## Abstimmungsvorlage
1. Dem Regierungsrat wird ein Verpflichtungskredit von Fr. 8 000 000.– für einen Beitrag an die Restaurierungsarbeiten 2013–2022 im Kloster Einsiedeln eingeräumt.
2. Der Kantonsbeitrag ist in mindestens zehn Jahresraten unter Berücksichtigung des Fortgangs der Arbeiten zu Lasten der Investitionsrechnung auszurichten.
3. Dieser Beschluss wird der Volksabstimmung gemäss § 30 Abs. 2 der Kantonsverfassung unterstellt.
4. Der Regierungsrat wird mit dem Vollzug beauftragt. 